# Франческо Габріотті
Франческо Габріотті (італ. Francesco Gabriotti, нар. 12 серпня 1914, Рим — пом. 11 лютого 1987) — італійський футболіст, що грав на позиції півзахисника та нападника.
Виступав за «Лаціо» та національну збірну Італії. У складі збірної — олімпійський чемпіон.

## Клубна кар'єра
Народився 12 серпня 1914 року в місті Рим. Вихованець юнацьких команд футбольних клубів «Лаціо» та «Альба Рома».
У дорослому футболі дебютував 1932 року виступами за команду клубу «Лаціо», кольори якої і захищав протягом п'яти років. 1936 року, через кілька тижнів після Олімспіади, Габріотті довелося закінчити свою кар'єру у віці 22 років через серйозну аварію.

## Виступи за збірну
У складі національної збірної Італії був учасником футбольного турніру на Олімпійських іграх 1936 року у Берліні, де зіграв у переможному фінальному матчі проти австрійців, здобувши того року титул олімпійського чемпіона.
Помер 11 лютого 1987 року на 73-му році життя.
| Дата       | Місто  | Господарі | Результат  | Гості  | Турнір          | Голи | Примітки   |
| ---------- | ------ | --------- | ---------- | ------ | --------------- | ---- | ---------- |
| 15/08/1936 | Берлін | Австрія   | 1 – 2 д.ч. | Італія | ОІ 1936 - фінал | -    | 1-ий титул |
| Усього     |        | Матчів    | 1          |        | Голів           | 0    |            |

## Титули і досягнення
- Олімпійський чемпіон (1):

Італія: 1936